# Andra kammaren
Andra kammaren var underhuset i Riksdagens tokammersystem mellem 1866 og 1970, der erstattede Sveriges ståndsriksdag. Overhuset var Första kammaren.
Ved afskaffelsen i 1970 havde kammeret 233 medlemmer, der blev valgt for en fire-års embedsperioder. Begge kamre havde de samme beføjelser. Ved det sidste sidste riksdagsvalg i 1968, fik Socialdemokraterne mere end halvdelen af stemmerne.